# 墨绿
墨綠色是一種顏色，是綠色系的顏色。比一般绿色稍深，常作服饰、装饰用品的颜色之用。属于冷色。
冷杉、檜木等針葉植物，有些葉子接近墨绿色。
一般水彩或廣告顏料可以以藍色對黃色4:3的比例來配出近似的墨绿色，而光學配色是以紅色對綠色對藍色為5:8:6的比例近似，而在電腦或顯示器上則以RGB為(30,49,36)來顯示出墨绿色，可以看出RGB數值均小於50，因此墨绿色是一種顏色很深、亮度較低的顏色。